# 울프 앳 더 도어
《울프 앳 더 도어》(포르투갈어: O Lobo Atrás da Porta)는 2013년 공개된 브라질의 영화이다.

## 출연

### 주연
- 린드라 릴
- 밀헴 코타즈
- 파비울라 나쉬멘토

### 조연
- 줄리아노 카자르레
- 타마라 탁스만

## 기타
- 조감독: 수지 밀스테인
- 사운드슈퍼바이저: 리카르도 커츠
- 시각효과: 마르셀로 페레이라 피제이
- 의상: 발레리아 스테파니